# Meniscium andreanum
Meniscium andreanum är en kärrbräkenväxtart som beskrevs av Sod. Meniscium andreanum ingår i släktet Meniscium och familjen Thelypteridaceae. Inga underarter finns listade.